# Rudy Cornets de Groot
Rudolf Adriaan Cornets de Groot (Bandoeng, voormalig Nederlands-Indië 3 februari 1929 – Leiden, 6 maart 1991) was een Nederlandse letterkundige. In literaire kring verwierf hij bekendheid met sterk persoonlijke essays over uiteenlopende schrijvers uit verschillende perioden. Daarnaast schreef hij autobiografisch werk dat zich grotendeels in Nederlands-Indië afspeelt.

## Essays
Cornets de Groot debuteerde in oktober 1962 met een artikel in De Gids over de functie van de astrologie in het werk van Simon Vestdijk. In de lente van 1963 volgde een groot essay in het tijdschrift Randstad, getiteld Bikini, naar het atol in de Stille Zuidzee waar in 1946 de eerste atoomproeven werden gehouden. In dit essay legt hij de basis voor zijn essayistische werk van de jaren zestig. Hij introduceert de 'kosmische metafoor', een uitdrukking voor de band die een schrijver ziet tussen zichzelf en het heelal. Aan de hand van dit systeem verdiept hij zich in vijf opeenvolgende bundels en in tientallen essays en kritieken in het werk van verschillende schrijvers, van wie met name Simon Vestdijk, Lucebert, Harry Mulisch, Gerrit Achterberg, Jan Elburg en Bert Schierbeek, maar ook de 18e-eeuwer Anthony Christiaan Winand Staring en het Middelnederlandse dichtwerk Beatrijs op zijn blijvende aandacht kunnen rekenen.

## Autobiografisch werk
Na de bundel Intieme optiek (1973), waarin hij polemisch ten strijde trekt tegen de close reading en een op controleerbaarheid, objectiviteit en methode ingestelde literatuurwetenschap, neemt zijn productie tijdelijk af. Zijn beide ouders overlijden kort na elkaar, hij wordt leraar Nederlands aan een middelbare school in Rijswijk (Z-H), beëindigt zijn eerste huwelijk waaruit twee dochters en een zoon worden geboren en hertrouwt met een ex-leerlinge met wie hij nog een dochter krijgt. Eerst in 1978 hervat hij zijn boekpublicaties met onder meer een studie over Lucebert (Met de gnostische lamp, 1979) en vormen van literair plagiaat (Ladders in de leegte, 1981). Andere bundels uit deze tweede periode (De kunst van het falen, 1978; Striptease, 1980) worden gekenmerkt door een toenemende verweving van literaire en autobiografische gegevens.
In 1983 publiceert hij onder het pseudoniem Simon Lucard zijn eerste roman, Liefde, wat heet! In 1985 volgt een tweede roman, Tropische jaren, die zich beurtelings in Nederlands-Indië en Istanboel afspeelt. Het meeste werk uit deze laatste periode (een derde Indische roman, dagboeken, een reisverslag) grijpt terug op zijn jeugd in Indië, maar wordt niet voltooid. Zijn andere werk blijft in deze periode grotendeels beperkt tot artikelen voor de Vestdijkkroniek, waarvan hij een aantal jaren redacteur is. 

## Laatste jaren
In 1989 ontvangt hij een opdracht van de Jan Campertstichting tot het schrijven van een biografisch essay over zijn 'eerste dichter', de liedjeszanger J.H. Speenhoff, waarin opnieuw zijn jeugd in Indië centraal staat. Op 11 juni 1989, drie dagen na inlevering van het typoscript, wordt hij getroffen door een hartaanval, die hij ternauwernood overleeft. In zijn laatste periode werkt hij aan een dagboek en publiceert hij in Maatstaf (1990/3) nog het essay De robot en het woord, waarin hij aan de hand van zijn infarct licht schijnt op Luceberts bundel Troost de hysterische robot. Het is een laatste proeve van zijn 'wijze van lev/zen'; op 6 maart 1991 overlijdt hij op 62-jarige leeftijd.

## Kenmerkend
Rudy Cornets de Groot staat bekend als een eigenzinnig en oorspronkelijk essayist, die volgens eigen zeggen schreef 'zoals een onderwijzer onderwijst', en die met zijn onorthodoxe benadering in een gedicht, boek of oeuvre verrassender verbanden wist op te sporen dan een stringente wetenschapsbeoefening doorgaans toestaat.
Typerend citaat:
'Ik zit natuurlijk ook wel es op een woord, een woordengroep, een zin te kijken, maar maak daar niet meteen een systeem van additief-mechanische aard van. Ik begin de analyse van een gedicht lang niet altijd bij de eerste zin, om in de geboden volgorde bij de laatste te belanden. Het denken beweegt zich anders. Het blijft es stilstaan. Het loopt es door, het keert es terug, of het slaat een paar droomwegen in, en vindt de realiteit van het gedicht niet zelden juist daar.' (Ladders in de leegte, p. 224).

## De open ruimte
Vanaf 1998 werkt zijn zoon aan de digitalisering van Cornets de Groots volledige werk op De open ruimte, waar in maart 2011 ook de eerste 'blogbiografie' - een biografie in de vorm van opeenvolgende blogberichten - van start ging. 
Cornets de Groots vader was een buitenechtelijk kind van een lid van de familie De Groot en daarmee een nazaat van de rechtsgeleerde Hugo de Groot.